# Де-Кломп
Де-Кломп (нід. De Klomp) — село в нідерландській провінції Гелдерланд. Входить до муніципалітету Еде. Перша згадка про населений пункт датується 1787 роком.

## Галерея

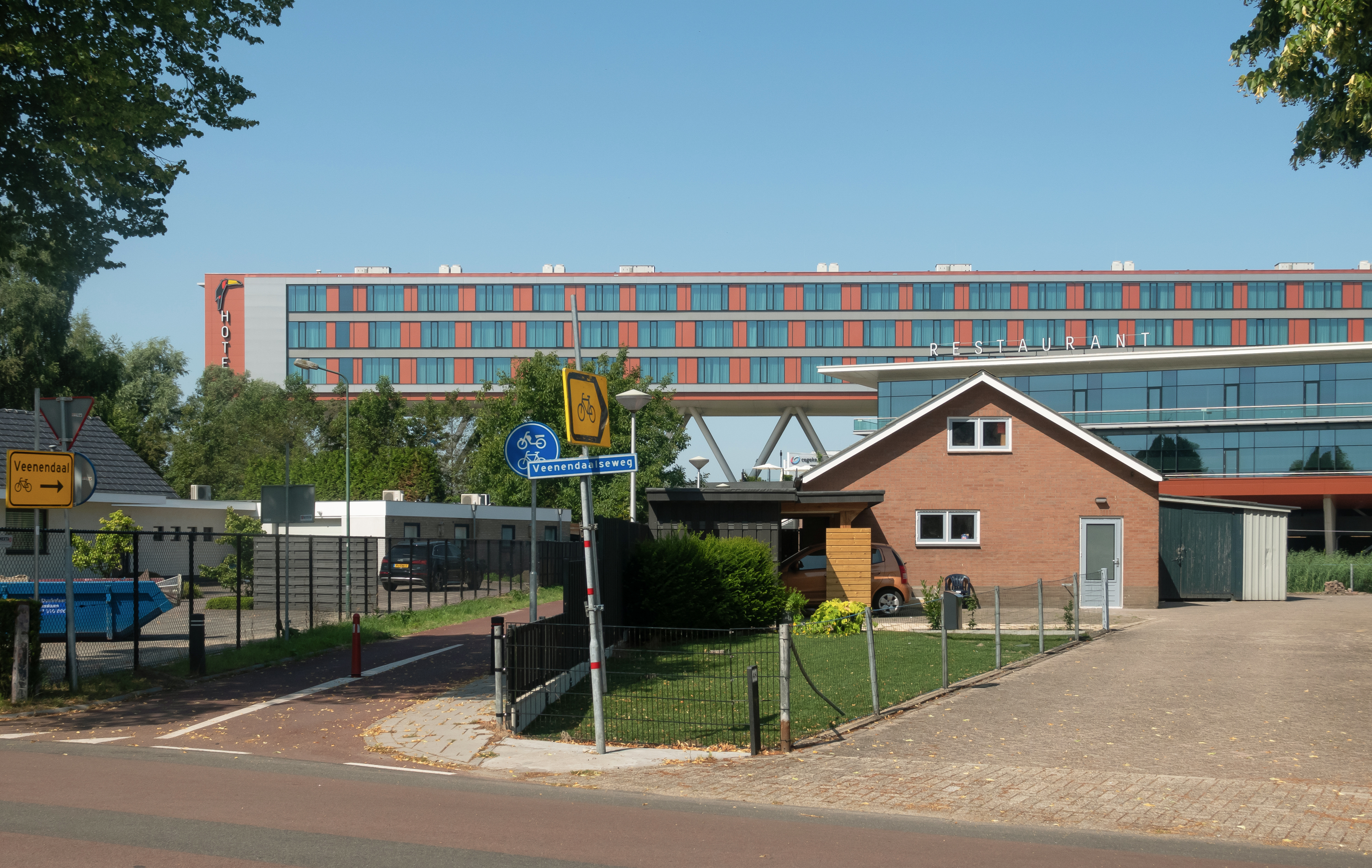
Готель
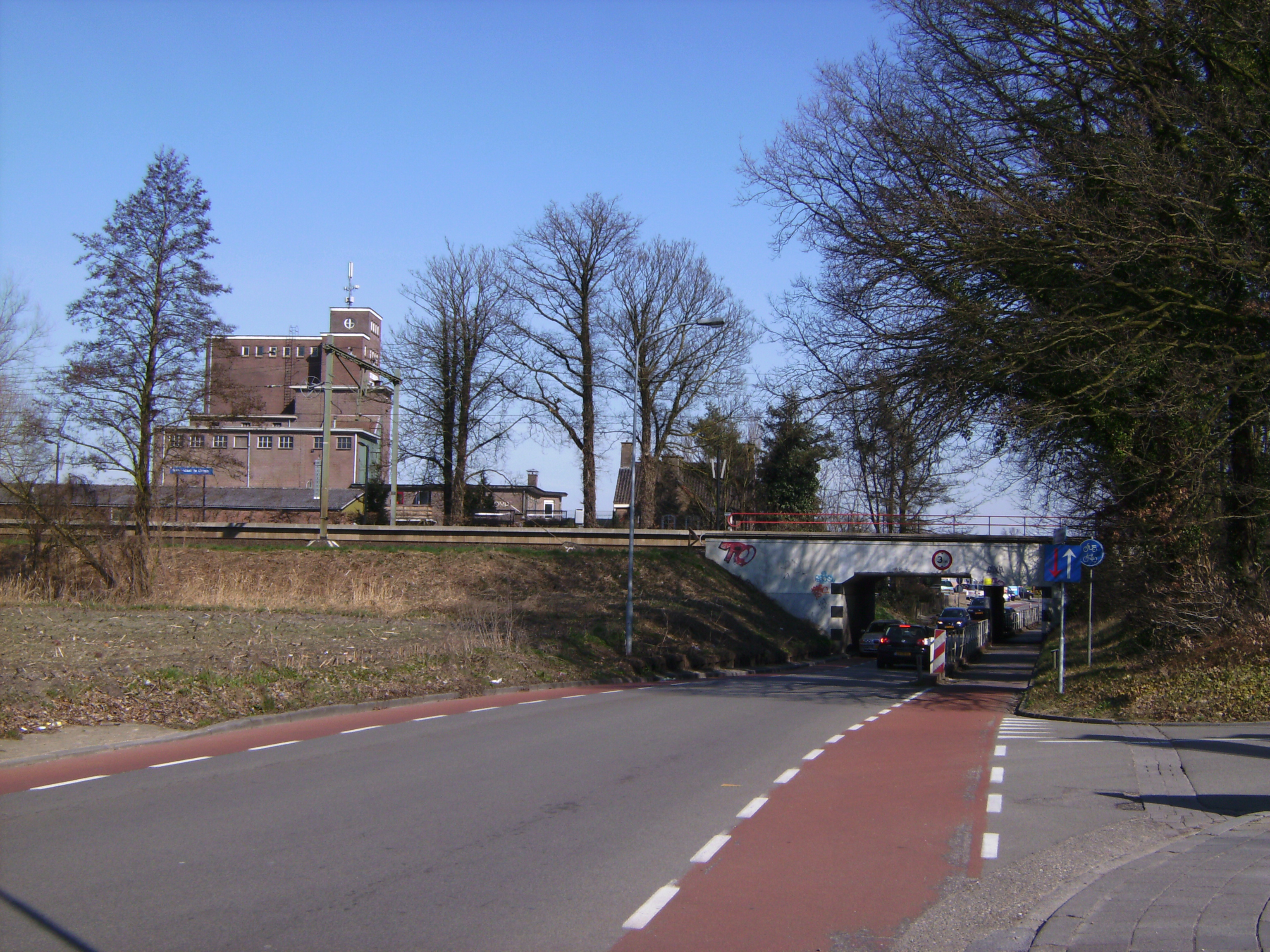
Проїзд під залізничною колією